# 易居町
易居町（やすいちょう）は、鹿児島県鹿児島市の町。旧鹿児島県鹿児島府下易居町、生産町。郵便番号は892-0815。人口は1,313人、世帯数は783世帯（2020年10月1日現在）。
明治5年の埋め立てによって新たに生成された土地であり、1874年（明治7年）に易居町として設置された。1965年（昭和40年）より全域で住居表示を実施している。また、住居表示実施に伴う町の再編により町の全部が廃止され、易居町・小川町の一部となっている生産町（せいさんちょう）についても本項で記述する。

## 地理
鹿児島市の中部、城山の麓に位置している。町域の北方には小川町、東方には本港新町、南方には名山町、西方には山下町にそれぞれ接している。
山下町との境界線上を鹿児島市電が通っており、水族館口電停が設置されている。また、東部を南北に鹿児島県道204号鹿児島停車場線が通っている。

### 町名の由来
易居町という町名は、手狭となった城下町を拡張するために住宅地として埋め立てられたこの地を「新地」と呼び、住み易い新地であると言われていたことに由来する。
また、「易居」という町名は平凡社の『日本歴史地名大系』（1998年刊行）、東京堂出版の『難読地名辞典』（1993年刊行）に難読地名として掲載されている。

## 歴史
現在の易居町は、1889年（明治22年）の市制施行時の易居町の一部、生産町の一部にあたる。

### 町の成立から昭和の住居表示実施まで
易居町と生産町の区域は、明治5年に山下町、小川町の海岸の埋め立てにより誕生した土地であり、1874年（明治7年）3月に易居町、生産町として成立した。生産町は内務省の資料によると「スギハイ」と読まれており、産業振興を願って付けられた町名であると推測されている。明治時代前期頃には易居町には武士が一定数住んでいたが多数は平民が居住しており、生産町は平民が多く居住していた町人街であった。1879年（明治12年）には県営織物授産場が設置され、1885年（明治18年）には蚕糸講習所が易居町に設置された。これらは鹿児島県の産業発展に一定の役割を果たした。
1888年（明治21年）に公布された市制（明治21年法律第1号）に基づき、1889年（明治22年）2月2日に官報に掲載された「 市制施行地」（内務省告示第1号）によって鹿児島が市制施行地に指定された。3月5日には鹿児島県令第26号によって鹿児島郡のうち50町村が市制による鹿児島市の区域と定められ、4月1日に市制が施行されたのに伴い、鹿児島郡50町村（山下町、平之馬場町、新照院通町、長田町、冷水通町、上竜尾町、下竜尾町、池之上町、鼓川町、稲荷馬場町、清水馬場町、春日小路町、車町、恵美須町、小川町、和泉屋町、浜町、向江町、栄町、柳町、易居町、中町、金生町、東千石馬場町、西千石馬場町、汐見町、泉町、築町、生産町、六日町、新町、松原通町、船津町、呉服町、大黒町、堀江町、住吉町、新屋敷通町、加治屋町、山之口馬場町、樋之口通町、薬師馬場町、鷹師馬場町、西田町、上之園通町、高麗町、下荒田町、荒田村、西田村、塩屋村）の区域より鹿児島市が成立した。それまでの易居町と生産町は鹿児島市の町となった。
1901年（明治34年）から4年間にわたり行われた鹿児島港の拡張工事に伴い生産町及び小川町の陸地の一部が切り取られ鹿児島港の港内水域となった。1924年（大正13年）には易居町に鹿児島青果卸市場が開設された。
大正時代から昭和初期にかけて易居町付近では大火が多く発生した。1914年（大正3年）には易居町と生産町の区域で発生し264戸が焼失し、1919年（大正8年）には易居町の民家から出火し商業学校や名山尋常小学校など122戸を全焼し3名の死者が出た。1934年（昭和9年）には易居町の桟橋通り付近で42戸が焼失した。また第二次世界大戦終戦後の1950年（昭和25年）には小川町から出火した火災が易居町まで延焼し、185世帯が全焼し720人の罹災者、損害額7,400万円に達したため、鹿児島市はこれらの地域に災害救助法を適用した。1952年（昭和27年）には易居町から出火し86世帯が全焼した。

### 住居表示実施以後

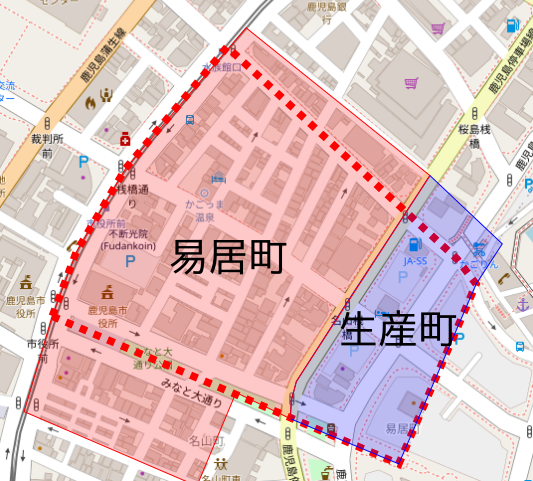
易居町の区域と1965年までの町の区域を示した地図。
赤の破線が現在の易居町を示し、青色の区域が旧生産町、赤色の区域が旧易居町である。

1962年（昭和37年）に住居表示に関する法律が施行されたのに伴い、鹿児島市は鹿児島市街地域の住居表示に着手した。1965年（昭和40年）7月20日に易居町、生産町を含む区域で住居表示を実施することとなり、住居表示の実施に合わせて易居町の一部が名山町及び小川町に編入され、生産町が易居町に編入された。また生産町のうち易居町に編入された区域以外は小川町に編入され、これにより生産町は廃止された。
易居町に社屋を置いていた南日本新聞は2001年（平成13年）2月10日に与次郎一丁目に社屋を移転した。移転後の南日本新聞の敷地は鹿児島市が9億5900万円で購入し、建物は無償譲渡された。2004年（平成16年）11月より旧南日本新聞社屋は鹿児島市役所みなと大通り別館として供用を開始した。また鹿児島市は同時期にみなと大通り別館に隣接する鹿児島税務署跡地を財務省から9億5000万円で取得し市役所の駐車場としている。

### 町域の変遷
| 実施後         | 実施年             | 実施前                                 |
| -------------- | ------------------ | -------------------------------------- |
| 名山町（一部） | 1965年（昭和40年） | 易居町（みなと大通り以南）             |
| 易居町（全域） | 1965年（昭和40年） | 易居町（みなと大通り以北桟橋通り以南） |
| 易居町（全域） | 1965年（昭和40年） | 生産町（桟橋通り以南）                 |
| 小川町（一部） | 1965年（昭和40年） | 易居町（桟橋通り以北）                 |
| 小川町（一部） | 1965年（昭和40年） | 生産町（桟橋通り以北）                 |

## 人口
以下の表は国勢調査による小地域集計が開始された1995年以降の人口の推移である。
| 年                 | 人口  |
| ------------------ | ----- |
| 1995年（平成7年）  | 915   |
| 2000年（平成12年） | 834   |
| 2005年（平成17年） | 940   |
| 2010年（平成22年） | 1,103 |
| 2015年（平成27年） | 1,190 |
| 2020年（令和2年）  | 1,313 |

## 施設

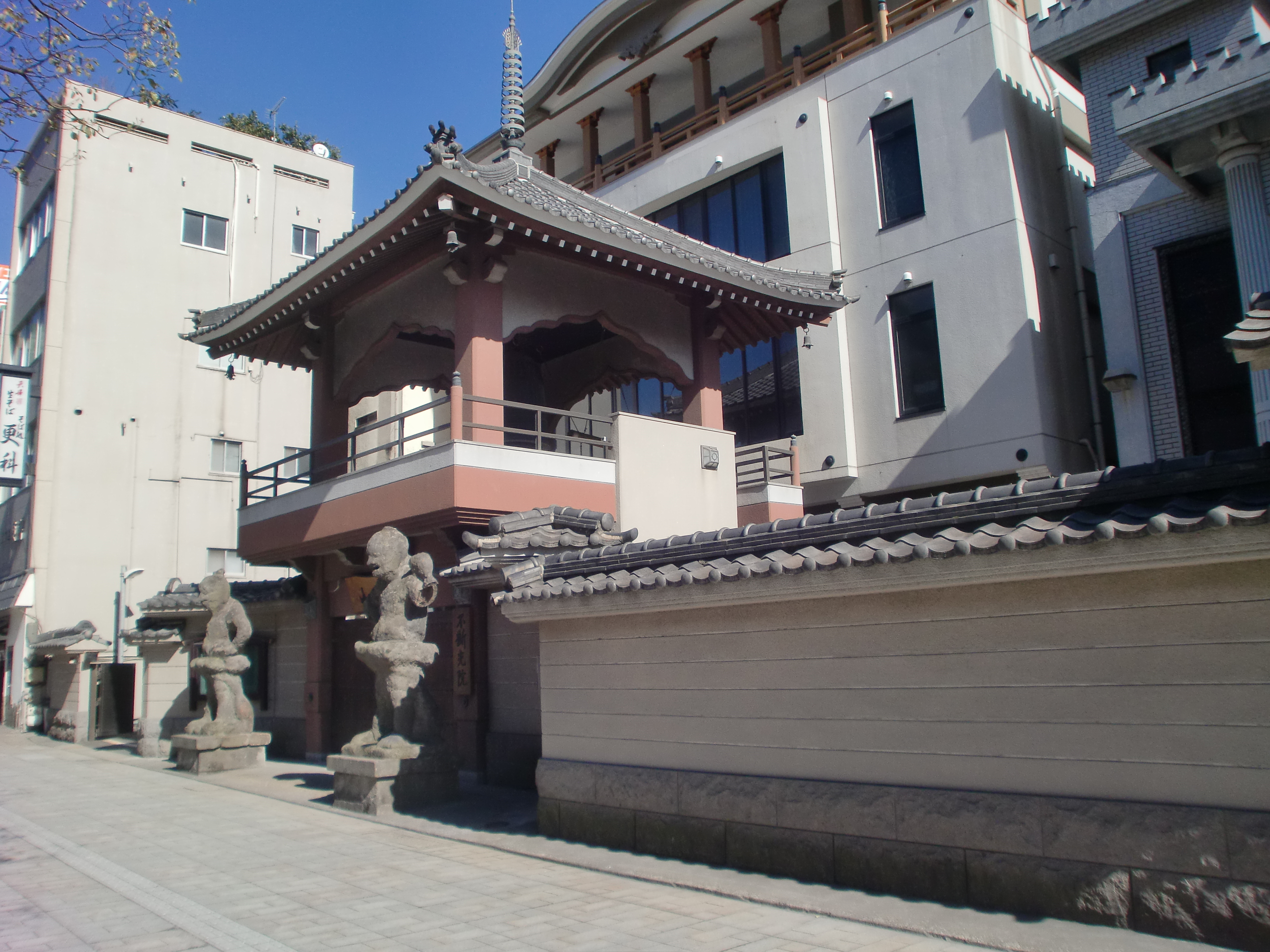
不断光院の外観

### 公共
- 鹿児島市役所みなと大通り別館（旧南日本新聞本社[26]）
  - ソーホーかごしま[34]
- 鹿児島市中央消防署名山分遣隊
- みなと大通り公園

### 寺院
- 不断光院
現在の南洲神社（上竜尾町）の位置にかつて存在していた寺院であり、明治初期の廃仏毀釈によって廃寺となったがのちに易居町にて再興した[35]。

## 教育
2020年現在易居町には教育施設は置かれていないが、易居町にはかつて名山小学校、鹿児島市立商業学校（現在の鹿児島商業高等学校の前身）、鹿児島女子実業補習学校（現在の鹿児島女子高等学校の前身）が設置されていた。
1882年（明治15年）時点では易居町には名山小学が設置されており、1889年（明治22年）の市制施行時には名山尋常小学校となっていた。のちに山下町に移転した。現在の鹿児島市立名山小学校の前身にあたる。
鹿児島市立商業学校は、商業が盛んな地であるのにもかかわらず商業学校がないことを遺憾であると鹿児島第三学区の区会が表明したことに端を発して1894年（明治27年）に名山小学に併設する形で設置された。1919年（大正8年）の大火によって学校施設が全焼したため山下町に移転した。
鹿児島女子実業補習学校は、1894年（明治27年）9月27日に女子の技芸教育を施すため設立が認可された。1911年（明治44年）に上之園町に移転した。のちに玉里町に移転し鹿児島女子高等学校となった。

### 小・中学校の学区
市立小・中学校に通う場合、学区（校区）は以下の通りとなる。
| 町丁   | 番・番地 | 小学校               | 中学校               |
| ------ | -------- | -------------------- | -------------------- |
| 易居町 | 全域     | 鹿児島市立名山小学校 | 鹿児島市立長田中学校 |

## 交通

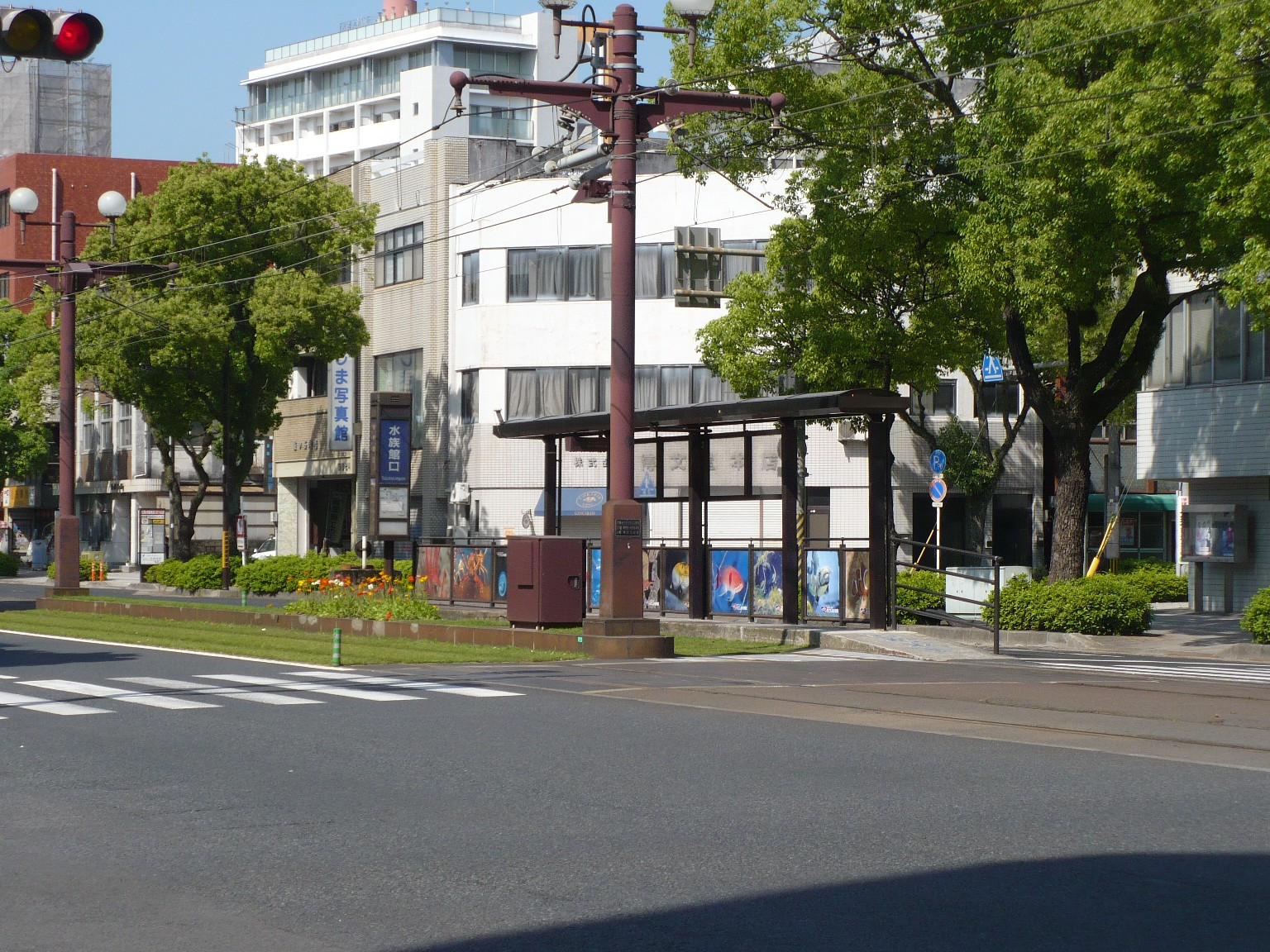
町域の北西にある水族館口電停

### 道路
一般県道
- 鹿児島県道204号鹿児島停車場線

### 鉄道
鹿児島市交通局1系統・2系統
- 水族館口電停